# Лазар Николић
Лазар Николић "Голубов" (Јарковац, 29. март 1824 — Добрица, 24. март 1889) био је српски учитељ, историограф и сликар. Био је ученик - помоћник и биограф славног сликара Константина Глигоријевића Данила.

## Биографија
Рођен је у банатском селу Јарковцу, марта 1824. године. У то време Јарковац је био граничарско место у панчевачкој регименти. Његов отац је био граничар са службом у Јарковцу. Остао је Лазар без оца у десетој години живота. Основну српску народну школу и немачку основну школу похађао је у оближњем Томашевцу. Приправнички учитељски течај завршио је 1843-1846. године у Панчеву, код директора банатских граничарских школа Јована Пантелића. Радни век (43 године) је провео као српски народни учитељ у банатском селу Добрици. За време Мађарске буне 1848. године био је у делегацији Добрице, која је измолила мађарског генерала Дамјанића, да поштеди то село.
Бавио се током живота под утицајем Даниловим - којем је био помоћник "мешаја", аматерски сликањем (од 1852) и публицистиком. По завршетку радова у цркви у Добрици 1855. године, добио је понуду од команде Белоцркванске регименте, од пуковника Химелића да узме стипендију и настави усавршавање на Бечкој академији. Понуду није прихватио јер је већ био засновао породицу, коју није могао оставити.
Урадио је за живота укупно 235 различитих слика - највише портрета и икона. Иконе је сликао за Црепају, Орловат, Делиблато, Маргиту, Панчево и Добрицу. Насликао је свој аутопортрет уз помоћ огледала, и портрет мајке Теодоре. Писао је за српске листове фељтоне о Константину Данијелу и Теодору Илићу Чешљару, те другим српским уметницима, савременицима. Са својим сином Владимиром земунским адвокатом, урадио је пуно на глорификацији српског сликара из Бечкерека, Данила. Портретисао га је по фотографији 1895. године, наруџбином сина Владимира, сликар Урош Предић.  Умро је у 65-ој години живота у Добрици, где је пун стаж службовао.
Постхумно му је објављено историографско дело, писано по жељи Натошевићевој 1876—1877. године: „Хроника места Добрице у Банату” (2002).

## Дело
Од портрета треба навести најпознатије, ликове савременике: поп Ђорђе Дрндарски, учитељ Сава Дрндарски, Гаврило Животин, капетан Андрија Илић. Копирао је друге ауторе сликајући ликове: шпански сликар Вартоломеј Мурил и његова жена, италијански сликар Леонардо да Винчи, књижевник Доситеј Обрадовић, архимандрит историчар Јован Рајић, утемељивач гимнастике Фридрих Лудвиг Јан. Међу сликама рађених по природи интересантан је аутентични сеоски призор "На Добричкој куглани".